# Gleichenia alpina
Gleichenia alpina är en ormbunkeart som beskrevs av Robert Brown. Gleichenia alpina ingår i släktet Gleichenia och familjen Gleicheniaceae. Inga underarter finns listade.

## Bildgalleri

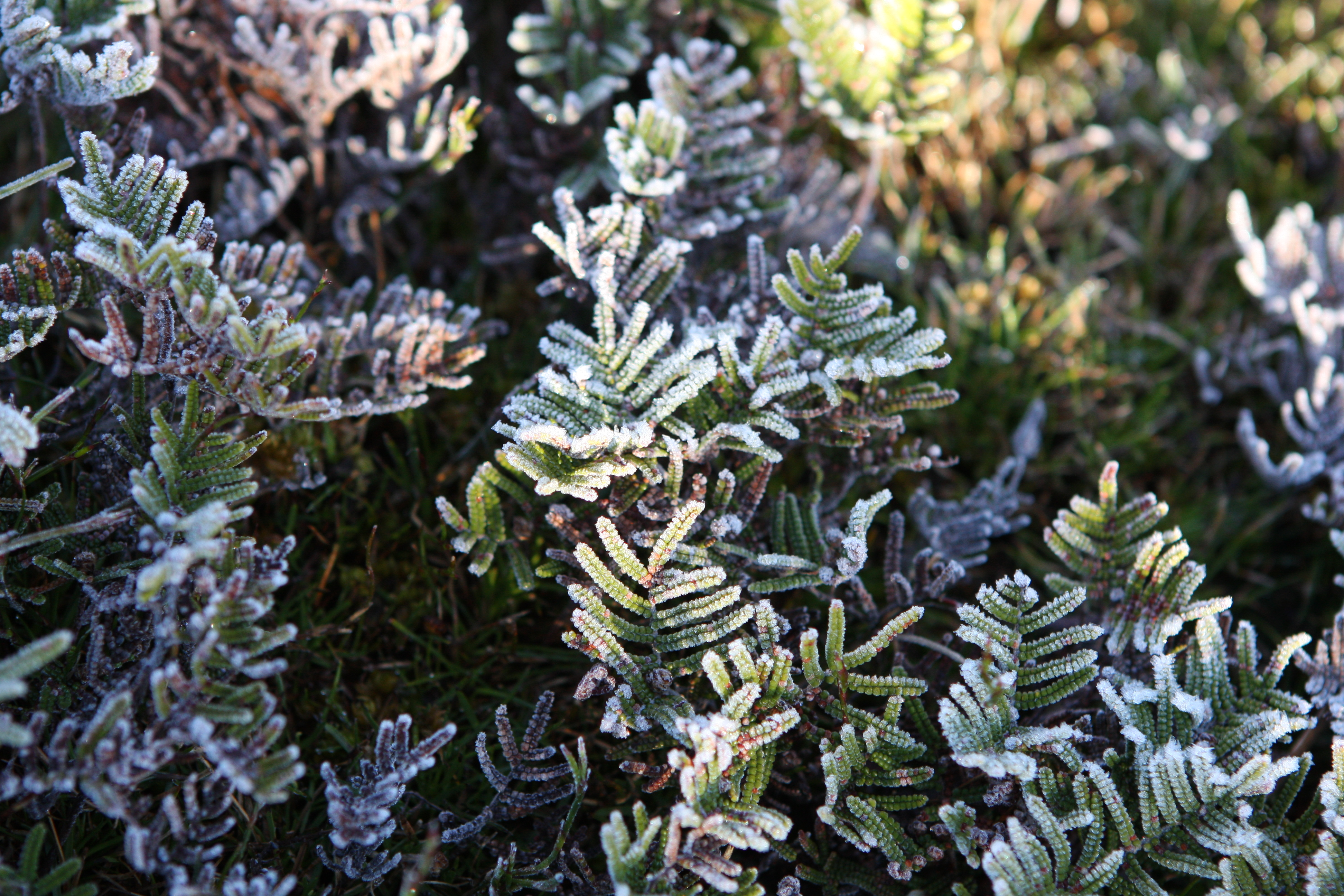